# Thurioi

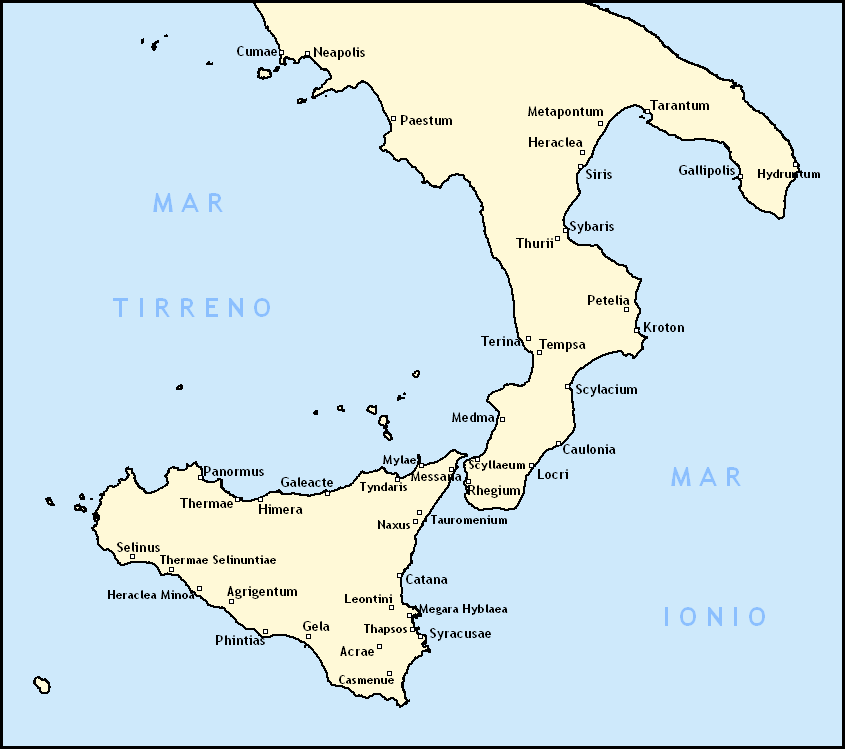
Karta över grekiska kolonier i Syditalien

Thurioi (grekiska: Θούριοι, latin: Thurii) var under antiken en blomstrande grekisk koloni i södra Italien, nära Tarantobukten och inte långt från det tidigare ödelagda Sybaris. Staden grundades 444 f.Kr. eller 443 f.Kr. av de landsflyktiga sybariternas avkomlingar i förening med nybyggare från Aten, bland vilka även historieskrivaren Herodotos befann sig. År 390 f.Kr. vann det italiska folkslaget lukaner över Thurioi i samband med lukanernas utbredning söderut.
Efter många skiftningar blev staden under andra puniska kriget plundrad av Hannibal år 204 f.Kr. Från 194 f.Kr. var den en romersk koloni vid namn Copiae.